# Hakea epiglottis
Hakea epiglottis är en tvåhjärtbladig växtart. Hakea epiglottis ingår i släktet Hakea och familjen Proteaceae.

## Underarter
Arten delas in i följande underarter:
- H. e. epiglottis
- H. e. milliganii